# Konstantínos Goúvis
Konstantínos Goúvis (en grec moderne : Κωνσταντίνος Γούβης ; né le 10 mars 1994 à Héraklion), est un joueur de water-polo grec.

## Biographie
Il remporte avec l'équipe grecque la médaille de bronze aux Jeux méditerranéens de 2013. Il fait partie de l'Équipe de Grèce masculine de water-polo aux Championnats du monde 2013 à Barcelone, en Espagne, où ils ont terminé à la 6e place, ainsi qu'aux Championnats du monde 2022 à Budapest, en Hongrie, où ils ont terminé à la 3e place. Il évolue à l'Olympiakós.